# یانگ تاون (آریزونا)
یانگ تاون (به انگلیسی: Youngtown) شهری در شهرستان مریکوپا ایالت آریزونا است که در سرشماری سال ۲۰۱۰ میلادی، ۶٬۱۵۶ نفر جمعیت داشته است. یانگ تاون، به‌طور رسمی در تاریخ ۱۹۶۰ میلادی به‌عنوان یک شهر شناخته شد.